# André Tulard
André Tulard, all'anagrafe André Louis Henri Tulard (Nérondes, 23 giugno 1898 – Parigi, 3 febbraio 1967), è stato un funzionario francese.
È noto per aver creato sotto il regime di Vichy un insieme di archivi relativi agli ebrei dell'ex dipartimento della Senna: l'«archivio Tulard»
. 
Fu vicedirettore del Dipartimento degli Esteri e degli Affari Ebraici della Prefettura di Polizia di Parigi dal 1940 al 1943
. 
È il padre dello storico Jean Tulard.

## Biografia
Entrato nel 1921 alla prefettura di polizia di Parigi, divenne vicedirettore del "Servizio stranieri" (trasformato sotto Vichy in «Servizio degli stranieri e degli affari ebraici»); qui creò l'«archivio ebraico», che schedava quasi 150.000 persone di cui più di 64.000 di nazionalità straniera, e fu utilizzato per il rastrellamento del Velodromo d'Inverno del 16 e 17 luglio 1942. Già durante la Terza Repubblica, André Tulard aveva già realizzato un primo archivio per la Prefettura di polizia di Parigi che catalogava i «comunisti».
La prima ordinanza nazista che obbligava gli ebrei della zona occupata a dichiararsi tali fra il 3 e il 20 ottobre 1940 nelle stazioni di polizia e sottoprefettura fu pubblicata il 27 settembre 1940.

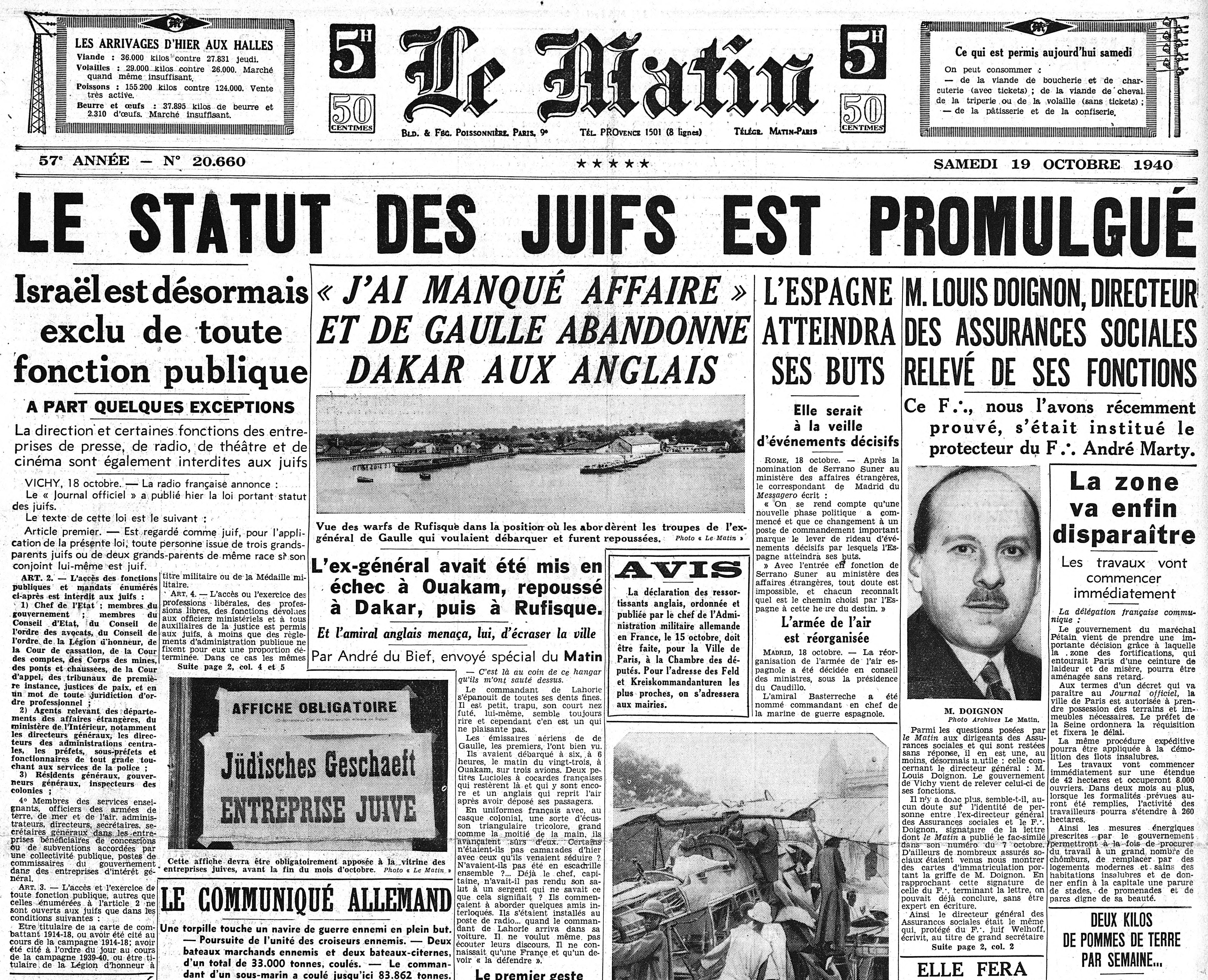
19 ottobre 1940: Le Monde annuncia la pubblicazione dello Statut des Juifs

Il 3 ottobre 1940 poi il regime di Vichy promulgò il primo Statut des Juifs. Nel solo dipartimento della Senna, 149.734 persone si presentano nei commissariati. Le informazioni ottenute erano raccolte dalla prefettura di polizia, che costituì, sotto la direzione di André Tulard, un insieme di quattro schedari (alfabetico, per nazionalità, per indirizzi, per professioni) per un totale di circa 600.000 schede. 
Secondo il rapporto Dannecker «[...] questo schedario si suddivide in schedario semplicemente alfabetico (gli ebrei di nazionalità francese e straniera che hanno rispettivamente schede di colore differente) e schedari professionali per nazionalità e per via». Fu poi trasmesso a titolo gratuito alla sezione IV J della Gestapo, incaricata del «problema ebraico». L'archivio sarà utilizzato principalmente per l'organizzazione della retata del Vélodrome d'Hiver, il 16 e 17 luglio 1942.
André Tulard incontrò l'SS Dannecker il 7 luglio 1942, nei suoi uffici di avenue Foch, in preparazione alla retata, accompagnando Jean Leguay, i commissari di polizia François e Émile Hennequin e altri poliziotti. 
Il 10 luglio, durante una nuova riunione nella sede del Commissariato generale per le questioni ebraiche (CGQJ), alla quale André Tulard non assistette, ma dove erano presenti Jean Leguay, Pierre Gallien, vice di Darquier de Pellepoix (capo del CGQJ) e altri poliziotti (come rappresentanti della Ferrovie e dell'Assistenza pubblica), l'SS Rötke rilevava che «il direttore Tulard conta su una cifra globale di 24.000-25.000 arresti. » . Due giorni dopo, il 12 luglio 1942, André Tulard presentò le dimissioni, che furono rifiutate; l'archivio fu comunque utilizzato.
Tulard, che con molti commissari della Prefettura di Polizia aveva presenziato, alla fine di agosto 1941, all'inaugurazione del campo di internamento di Drancy, ultimo luogo di transito dei deportati dalla Francia verso i campi di concentramento e sterminio, il 20 luglio 1942 ricevette ordini direttamente dall'SS Rötke, per organizzare i prossimi convogli di deportazione (il 22, 24 e 27 luglio 1942) e divenne direttore del servizio stranieri, partecipando anche alla logistica dell'attribuzione delle stelle gialle. 
Essendosi però ribellato il 20 luglio 1943 contro le leggi razziali del regime di Vichy, Tulard fu rimosso dal servizio su richiesta del capo della Gestapo, Karl Oberg, il 24 luglio 1943
.
Alla Liberazione non fu oggetto di alcun processo, anzi fu nominato cavaliere della Legion d'onore nel 1950.
Morì in casa sua, a Parigi, il 3 febbraio 1967 all'età di 68 anni.

## Che fine ha fattoLe fichier juif?
Il 6 dicembre 1946, una circolare di Édouard Depreux, ministro dell'Interno, ordinava la distruzione di «tutti i documenti basati sulla qualità di ebreo», in applicazione dell'ordinanza del 9 agosto 1944 relativa al ripristino della legalità repubblicana sul territorio continentale. Il 7 gennaio 1947 una seconda circolare del ministro, di cui almeno una copia è stata conservata nella prefettura di Évreux, chiarisce la prima: "Vi invito quindi a mantenere, se del caso, nei vostri archivi, i documenti relativi alle indagini, alle sevizie e agli arresti di cui sono state vittime le persone considerate ebree, quando questi documenti possono presentare vantaggi per tali persone, per esempio, permettendo la ricerca e il raggruppamento di individui scomparsi o dispersi, o il rilascio di certificati di deportazione o di arresto»". Una parte degli archivi è stata quindi conservata , almeno per un certo tempo.
Il 6 marzo 1980 Le Canard enchaîné affermò che lo schedario degli ebrei della regione parigina esistesse ancora presso il Centro tecnico e scientifico della gendarmeria, a Rosny-sous-Bois. La CNIL (Commission nationale de l'informatique et des libertés) lanciò allora un appello alle amministrazioni. Non riceve alcuna risposta, poiché gli archivisti ritenevano che questa richiesta fosse in conflitto con il loro obbligo di riservatezza, e concluse che non era stato trovato alcun archivio, né a Rosny-sous-bois né altrove (ad esempio al Servizio degli ex Combattenti), pur precisando che «rimangono ampie zone d'ombra». 
La CNIL sottolineava che nessun inventario di distruzione di archivi menzionava il fichier juif, ma dieci anni dopo, nell'autunno 1991, l'avvocato Serge Klarsfeld, consultando un inventario confidenziale, noto sotto il nome di «Grande archivio istituito dalla prefettura di polizia nell'ottobre 1940», pensò di aver scoperto lo «schedario Tulard» al servizio d'archivio degli ex Combattenti, a Fontenay-sous-Bois. Di fronte a ciò che considera come inerzia burocratica, Klarsfeld allertò Le Monde, che pubblicava un articolo in merito il 13 e 14 novembre 1991. La storica Sonia Combe si recò a sua volta agli archivi dei veterani, constatando che l'inventario ufficiale elencava lo schedario sotto il titolo «Schedario Drancy». La relazione Gal sottolineerà più tardi la «cultura del segreto» che permeava l'amministrazione degli archivi, mentre il segretario di Stato agli ex combattenti Louis Mexandeau parlò di «omertà».
Nel giugno 1992, Jack Lang nominò una commissione incaricata di determinare il destino dello schedario, presieduta da René Rémond. Questa commissione produsse due documenti già censiti dagli archivisti della Prefettura di Polizia di Parigi, i quali stabilivano che le operazioni di distruzione avevano avuto luogo il 15 e 16 novembre 1948 e il 14 dicembre 1949, e li pubblicò in allegato alla propria relazione insieme con altro materiale relativo.
Le conclusioni della «Commission Rémond» restano però contestate da specialisti della storia degli archivi, tra cui Sonia Combe, che ritengono che lo schedario presso l'archivio degli ex combattenti sia lo «schedario Tulard», basandosi sulla natura materiale del supporto utilizzato (forma, colori, laboratorio di stampa, modo di utilizzo), e sottolineando che i verbali di distruzione menzionati dalla commissione non stabiliscono che si tratti di distruzione totale.
Oltre allo «schedario Tulard», uno schedario degli ebrei meno perfezionato fu creato dai tedeschi in Belgio, e un altro nell'Italia fascista (2.600 schede di ebrei stabilite nel 1938 dalla polizia italiana per la «Direzione generale per la demografia e la razza»).